# Adrián Cordero Vega
Adrián Cordero Vega (Santander, Cantabria, 15 de junio de 1984) es un árbitro de fútbol español perteneciente a la Primera División de España. Pertenece al Comité de Árbitros de Cantabria.

## Trayectoria
Tras tres temporadas en Segunda División, donde dirigió 68 partidos, consigue el ascenso a la Primera División de España junto al colegiado balear Guillermo Cuadra Fernández y al colegiado navarro Eduardo Prieto Iglesias. Debutó el 20 de agosto de 2018 en Primera División en un Athletic Club contra el Club Deportivo Leganés. Al finalizar la temporada 2021-22, desciende a la Segunda división.
Vuelve a ascender a Primera División en la temporada 2024-25.

## Temporadas
| Categoría            | País   | Año       | Partidos |
| -------------------- | ------ | --------- | -------- |
| Segunda División "B" | España | 2010-2015 | 70       |
| Segunda División     | España | 2015-2018 | 68       |
| Primera División     | España | 2018-2022 | 75       |
| Segunda División     | España | 2022-2024 | 42       |
| Primera División     | España | 2024-     | TBD      |

## Premios
- Trofeo Vicente Acebedo (1): 2018
- Trofeo Guruceta Segunda División (1): 2017